# Paul Mulders
Paul Mulders (Amsterdam, 16 gennaio 1981) è un ex calciatore olandese naturalizzato filippino, di ruolo centrocampista.